# Frog Design
frog (стилизованная как «frog, part of Capgemini Invent») — глобальная креативная и дизайнерская консалтинговая компания, основанная в 1969 году промышленным дизайнером Хартмутом Эсслингером в Мутланген, Германия, где она первоначально называлась «esslinger design». Вскоре после этого компания переехала в Альтенштайг, Германия, затем открыла новую студию в Пало-Альто, Калифорния, и в конечном итоге в свою нынешнюю штаб-квартиру в Сан-Франциско, Калифорния. Компания имеет студии в Северной и Центральной Америке, Европе и Азии.
Название было изменено на frog design в 1982 году (название происходит от акронима для родной страны Эсслингера, Федеративная Республика Германия; изначально оно было стилизовано исключительно строчными буквами как выражение веры в демократическое рабочее место, где идеи открыто и свободно обмениваются, и в противовес капитализации существительных в немецком языке). Бренд был снова рестилизован как frog в 2011 году, чтобы обозначить расширенный портфель услуг, включающий стратегию и организационную активацию.
Компания была приобретена Capgemini в 2021 году и теперь является частью Capgemini Invent.

## История
Первые дизайны компании, в 1969 году, были для WEGA, немецкого производителя радио и телевизоров, который позже был приобретен компанией Sony. frog продолжила работу с Sony и разработала телевизор Trinitron в 1975 году и несколько выпусков Walkman. Их первые дизайны для производителей компьютеров были для проприетарных систем CTM (Computertechnik Müller) в 1970 году и Diehl Data Systems в 1979 году. Более заметными являются дизайны для Apple Computer, начиная с корпуса портативного Apple IIc, вводя дизайнерский язык Snow White, использованный Apple в период 1984–1990 годов, и продолжая с несколькими моделями Macintosh. Компания разработала NeXT Computer в 1987 году и SPARCstation для Sun Microsystems в 1989 году. Более недавно компания известна своей работой с General Electric (2010-2015) и над Disney's MagicBands и MyMagic+ (запущен в 2015 году).
В августе 2004 года компания объявила, что Flextronics International, крупный поставщик услуг по производству электроники, приобрел долю в компании приблизительно за 25 миллионов долларов; в 2006 году frog была частью сделки, по которой частная инвестиционная фирма Kohlberg Kravis Roberts & Co. (KKR) приобрела девять активов Flextronics.

Позже frog была приобретена инженерной фирмой Aricent, которая сама была приобретена Altran, которая в 2019 году была, в свою очередь, приобретена своей нынешней материнской компанией, консалтинговой фирмой Capgemini. Сегодня frog организована под эгидой «Capgemini Invent», интегрируя сотрудников Fahrenheit 212, Idean, June21 и Capgemini Invent в бренд frog.

## Галерея
- WEGA Studio 3214 Hifi (ок. 1972)
- Sony Walkman WM-2 (ок. 1981)[21][22]
- Apple IIc и дизайнерский язык Snow White (ок. 1984)[23]
- Disney Magic (ок. 1998)[24][25]
- Корпоративный стиль SAP и цифровой дизайнерский язык (ок. 2000)[26]
- Touchtunes (ок. 2010)[27]
- Disney Magicband и MyMagic+ (ок. 2015)[28][29]